# Crazia
La Crazia (dal tedesco Kreuzer, soldo; forma antiquata: crania) era una moneta di mistura del valore pari a 5 quattrini emessa a partire da Cosimo I de' Medici, primo granduca di Toscana (1537 - 1574). Fu imitata dai duchi di Urbino, dai Cybo-Malaspina a Massa, dagli Appiani e dai Ludovisi di Piombino.
Una moneta da due crazie di mistura dal valore di 10 quattrini era ancora emessa nel Granducato di Toscana sotto Pietro Leopoldo di Lorena (1765-1790), sotto Ferdinando III di Toscana nel 1801 e Ludovico I di Borbone nel 1802. Dopo questa data verrà sostituita dalla moneta da 10 quattrini.

## Etimologia
Precedentemente chiamata craizia, il nome deriva dal tedesco "Kreutzer" o "Kreuzer".

## Storia

### Toscana
In Toscana vennero effettuate le emissioni elencate nella tabella seguente.
| Crazie                               | Crazie                | Crazie  | Crazie                                        | Crazie                                           |
| Emittente                            | Dimensioni e peso     | metallo | Iscrizione recto                              | Iscrizione verso                                 |
| ------------------------------------ | --------------------- | ------- | --------------------------------------------- | ------------------------------------------------ |
| FERDINANDO I DE' MEDICI (1587-1609)  | dia 18 mm, 0,8 grammi | mistura | FERD M MAG DVX ETR, stemma dei Medici         | S IOANNES BAPTI, Santo in piedi                  |
| COSIMO II DE' MEDICI (1609-1621)     | dia 18 mm, 0,8 grammi | mistura | COSM MAG DVX ETR IIII, stemma dei Medici      | S IOANNES BAPTIST, Santo in piedi                |
| FERDINANDO II DE' MEDICI (1621-1670) | dia 20 mm, 1,1 grammi | mistura | FERD II MAG DUX ETR, stemma dei Medici        | S IOANNES BAPTISTA, Santo in piedi               |
| GIAN GASTONE DE' MEDICI (1723-1737)  | dia 18 mm             | mistura | IO GASTO I D - G M DVX ETR, stemma dei Medici | S.IOANNES BAPT-IS, S. Giovanni Battista in piedi |

### Filatelia
La crazia, come valore, venne anche utilizzata nei francobolli del Granducato, la cui prima serie fu emessa il 1º aprile 1851. In quel momento, la valuta corrente era la lira toscana (equivalente a 0,84 lire italiane) che era divisa in 12 crazie.
Vennero emessi in totale francobolli da 2 crazie (azzurro), 4 crazie (verde scuro), 6 crazie (ardesia), 1 crazia (carminio), 9 crazie (viola) e 60 crazie (rosso).